# 莫里斯·弗雷歇
莫里斯·勒内·弗雷歇（法語：René Maurice Fréchet，法語發音：[mɔʁis ʁəne fʁeʃɛ]，1878年9月2日—1973年6月4日），法国数学家。

## 生平
他主要贡献了点集拓扑学并介入了度量空间的完整概念。他还在统计学、概率论和微积分领域作出了很多重要贡献。他的论述开放了在度量空间上的泛函的整个领域并介入了紧致性的概念。独立于弗里杰什·里斯，他发现了勒贝格平方可积函数的空间中的表示定理。

## 引用
- 約翰·J·奧康納; 埃德蒙·F·羅伯遜, ,  （英语）
- 莫里斯·弗雷歇在數學譜系計畫的資料。